# Pavel Telička
Pavel Telička (ur. 24 sierpnia 1965 w Waszyngtonie) – czeski polityk i dyplomata, w latach 2003–2004 ambasador Czech przy Unii Europejskiej, w 2004 komisarz Unii Europejskiej ds. ochrony zdrowia i konsumentów, poseł do Parlamentu Europejskiego VIII kadencji.

## Życiorys
Urodził się w rodzinie czechosłowackiego dyplomaty. Ukończył studia na Wydziale Prawa Uniwersytetu Karola w Pradze. W 1986 rozpoczął pracę w Ministerstwie Spraw Zagranicznych Czechosłowacji. W latach 1991–1995 zatrudniony w stałej misji Czechosłowacji i następnie Republiki Czeskiej przy Wspólnotach Europejskich. W styczniu 1998 został mianowany wiceministrem spraw zagranicznych, a następnie głównym negocjatorem wstąpienia Czech do Unii Europejskiej.
W styczniu 2003 objął stanowisko ambasadora Czech przy Unii Europejskiej. Od 1 maja do 22 listopada 2004 pełnił funkcję komisarza Unii Europejskiej ds. ochrony zdrowia i konsumentów, współpracującego w tej dziedzinie z dotychczasowym komisarzem Davidem Byrne’em.
W grudniu 2004 założył firmę konsultingową BXL, zajmującą się kwestiami Unii Europejskiej. W sierpniu 2013 dołączył do ugrupowania ANO 2011, uzyskując w maju 2014 z ramienia tej partii mandat deputowanego do Europarlamentu VIII kadencji. W 2017 zakończył swoją współpracę z ANO 2011. W 2019 został liderem nowego ugrupowania pod nazwą HLAS, które w tym samym roku nie uzyskało mandatów w wyborach do PE.

## Życie prywatne
Pavel Telička jest żonaty, ma syna i córkę. Pełnił funkcję prezesa Czeskiego Związku Rugby. Jest współautorem wydanej w 2003 książki pt. Kterak jsme vstupovali…, poświęconej kulisom integracji Czech z Unią Europejską.